# Мазуз, Меир
Меир Мазуз (ивр. מאיר מאזוז‎; 27 марта 1945, Тунис, Французский протекторат Тунис — 19 апреля 2025) — политический лидер и сефардский раввин-харедим в Израиле. 
Мазуз был деканом ешивы «Кисе Рахамим» и сыном раввина Мазлии Мазуза из Туниса (1912–1971), который был убит. Меир Мазуз был духовным лидером партии Яхад. Он был раввинским лидером (мара д’атра) тунисских евреев.
Мазуз умер 19 апреля 2025 года после ухудшения здоровья и продолжительной борьбы с болезнью.